# Дейтке, Мэтт
Мэтт Дейтке (англ. Matt Deitke; род. 2001) — американский исследователь искусственного интеллекта и предприниматель. По состоянию на август 2025 года работает в Meta Platforms в лаборатории суперинтеллекта, после того как принял предложение о работе на сумму 250 миллионов долларов США. Он также известен работой в Институте Аллена по ИИ и как сооснователь стартапа Vercept.

## Ранние годы и образование
Мэтт Дейтке родился около 2001 года в пригороде Чикаго, штат Иллинойс, США. С юных лет интересовался компьютерным зрением и технологиями ИИ. Поступил в аспирантуру по информатике в Вашингтонский университет, где начал исследовать воплощённый ИИ и машинное обучение, но в итоге бросил учёбу, чтобы сосредоточиться на промышленной научной работе и предпринимательстве.

## Карьера

### Институт Аллена по ИИ
После ухода из академической среды Дейтке присоединился к Институту Аллена по ИИ (AI2) в Сиэтле, где работал над мультимодальными системами рассуждения и моделями «зрение-язык». Участвовал в разработке чат-бота Molmo, сочетающего зрение, язык и планирование действий.

### Vercept
В ноябре 2024 года Дейтке стал сооснователем стартапа Vercept, цель которого — создание автономных агентов, способных выполнять открытые задачи в реальной среде. При старте в компании работало около десяти человек, после чего компания привлекла 16,5 миллионов долларов венчурного капитала.

### Meta (лаборатория суперинтеллекта)
В середине 2025 года Дейтке получил предложение работать на Meta Platforms за сумму 125 миллионов долларов, которое изначально отклонил. После личной встречи с генеральным директором Meta Марком Цукербергом, сумма предложения была удвоена до 250 миллионов за четыре года. Дейтке принял предложение и стал ведущим исследователем лаборатории суперинтеллекта в возрасте 24 лет.

## Признание и влияние
Мэтт Дейтке стал широко известен благодаря стремительной карьере от аспиранта к основателю стартапа и исследователю ИИ. Он часто упоминается как представитель поколения Z в сфере ИИ. Его карьера сравнивается с другими молодыми технологическими предпринимателями, также эксперты подчёркивают ценность нестандартных путей вне традиционной академической среды.

## Личная жизнь
По состоянию на 2025 год Дейтке проживает в США и ему около 24 лет. У него есть профессиональный веб-сайт и страницы в социальных сетях, включая X (ранее Twitter), где он называет себя исследователем ИИ в Meta Superintelligence.